# Sonia Kacem

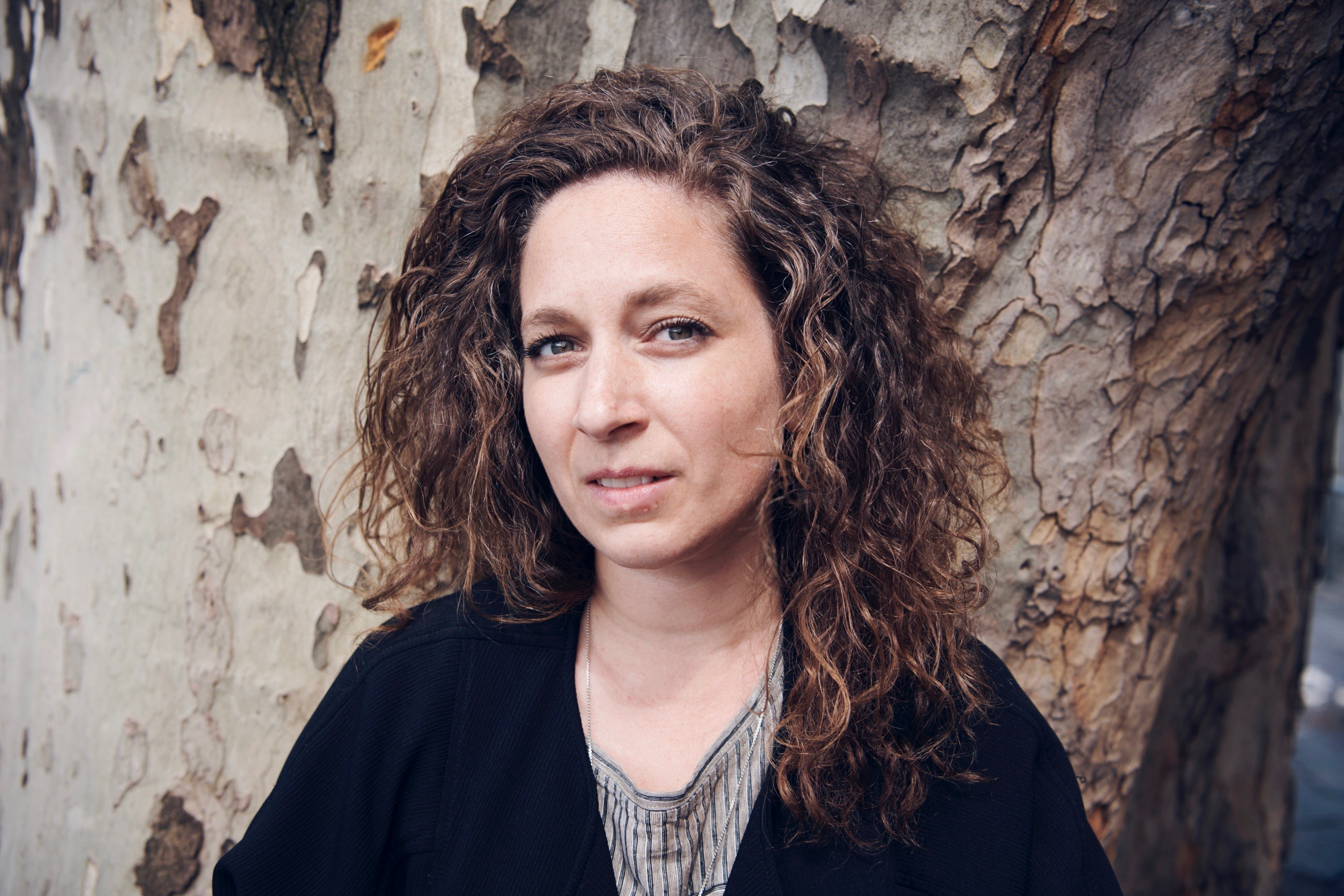
Sonia Kacem (2019)

Sonia Kacem (* 1985 in Genf) ist eine schweizerisch-tunesische bildende Künstlerin. Sie lebt und arbeitet in Genf und Amsterdam.

## Leben
Sonia Kacem hat eine schweizerische Mutter und einen tunesischen Vater. Sie verbrachte einen Teil ihrer Kindheit in Rolle (Waadt). Die Kunst, insbesondere das Zeichnen und Malen, war schon früh Teil ihres Lebens. Schon während ihrer Schulzeit verdiente sie mit ihren Bildern Geld. Sie studierte bildende Kunst an der Haute école d’art et de design (HEAD) Genf, wo sie 2009 einen Bachelor- und 2011 einen Masterabschluss erwarb.
Die Werke von Sonia Kacem zeichnen sich durch Volumen, die Verbindung von Makro und Mikro, Neuem und Altem, die Wiederverwertung von vernachlässigten Gegenständen und die Vergänglichkeit aus. Sie selbst spricht von ihren Installationen als ein „szenografisches Bild, in dem der Körper eingeladen ist, zu wandeln“.

## Werke (Auswahl)
- 2015: Le Flâneur, T293, Rom
- 2015: Bermuda Triangle, Kunsthalle St. Gallen
- 2014: Loulou, Musée d’art moderne et contemporain (Genf) (MAMCO)
- 2013: Jump Cut, la rada, Locarno
- 2013: Petra, Galerie Gregor Staiger, Zürich
- 2013: Thérèse, Salle Crosnier, Genf
- 2013: Dramaticule, T293, Rom
- 2012: The Waves, Centre d’art contemporain Genève
- 2011: PROGRESS MI 07, Galerie Gregor Staiger, Zürich
- 2011: Combo, Genf
- 2011: SULTAN 13352, Genf
- 2011: Monstering, Genf

## Ausstellungen (Auswahl)

### Einzelausstellungen
- 2019: Between the Scenes, Westfälischer Kunstverein, Münster[7]
- 2017: RijksakademieOPEN 2017, Rijksakademie van beeldende kunsten, Amsterdam
- 2016: Night Shift, Centre d’Art Contemporain, Genf[8]
- 2015: Loulou replay, Kunstverein Nürnberg[9]

### Gruppenausstellungen
- 2018: Artisti per Frescobaldi, Galleria d’Arte Moderna di Milano, Mailand[10]
- 2017: Flatland: abstractions narratives #2, Musée d’Art Moderne Grand-Duc Jean, Luxemburg[11]

## Preise und Auszeichnungen
- 2021: Zurich Art Prize[12]
- 2018: Premio Artisti per Frescobaldi, Galleria d’Arte Moderna di Milano[13]
- 2016: Prix d’art intégré dans l’espace public de la Ville de Nyon (Preis für integrierte Kunst im öffentlichen Raum der Stadt Nyon)[14]
- 2015: Preis der Kiefer Hablitzel Stiftung, Basel[15]
- 2014: Manor Kunstpreis[16]
- 2013: Swiss Art Awards, Eidgenössischer Preis für freie Kunst, Basel[17]
- 2013: Rotary Club Milano Brera Prize for Contemporary Art and Young Artists[18]
- 2012: Preis der Fondation Gertrude Hirzel